# Котляровка (Криничанский район)
Котляровка (укр. Котлярівка) — село,
Семеновский сельский совет,
Криничанский район,
Днепропетровская область,
Украина.
Код КОАТУУ — 1222086003. Население по переписи 2001 года составляло 21 человек.

## Географическое положение
Село Котляровка находится на расстоянии в 0,5 км от села Любомировка и в 2-х км от села Любимовка.
По селу протекает пересыхающий ручей с запрудой.